# Arturo Goncerlián
Arturo García González más conocido como "Arturo Goncerlián", nacido en la ciudad de La Coruña a finales del siglo XIX y fallecido en 1969, fue un pianista y compositor español.

## Trayectoria
En sus inicios viajó con diversas compañías de teatro por la zona de Valladolid y Albacete, siendo compositor de zarzuela en las mismas. Fue miembro de la primera formación de la Orquesta Mallo de la Coruña desde el final de la guerra civil española hasta el final de la década de 1940. A partir de esta fecha se centra en su actividad como compositor. Tuvo amistad con el empresario teatral y director de escena español Arturo Serrano Arín.
En el máximo apogeo de la música de zarzuela española a principios del siglo XX compuso música en colaboración con Joaquín Candela Ardid y Javier de Burgos y Rizzoli. Además musicó libretos de zarzuela de Luis Linares Becerra y Emilio Sánchez Pastor.

## Obra
- La Calumnia (1908; zarzuela en un acto y tres cuadros[3][4]).
- María de África (1909; zarzuela dramática[5] en un acto dividido).
- El clown Bebé (1909; zarzuela. comedia lírica en tres cuadros y epílogo).
- A ver si va a poder ser! (1910; zarzuela dividida en cinco cuadros y prólogo).
- Ahí queda eso, o, El belén de don Antonio (1910; zarzuela; nacimiento político en un acto, dividido en un prólogo y tres cuadros).
- La corte de Gorgonia (1910; zarzuela)
- Suspiros do mar (1915; vals lento)
- "Asturias"-"Galicia"-"Navarra"-"Vizcaya"[6] (1958, canciones populares)
- "Los chiquis" (1958; canciones populares; grupo musical).